# Viltergroeve

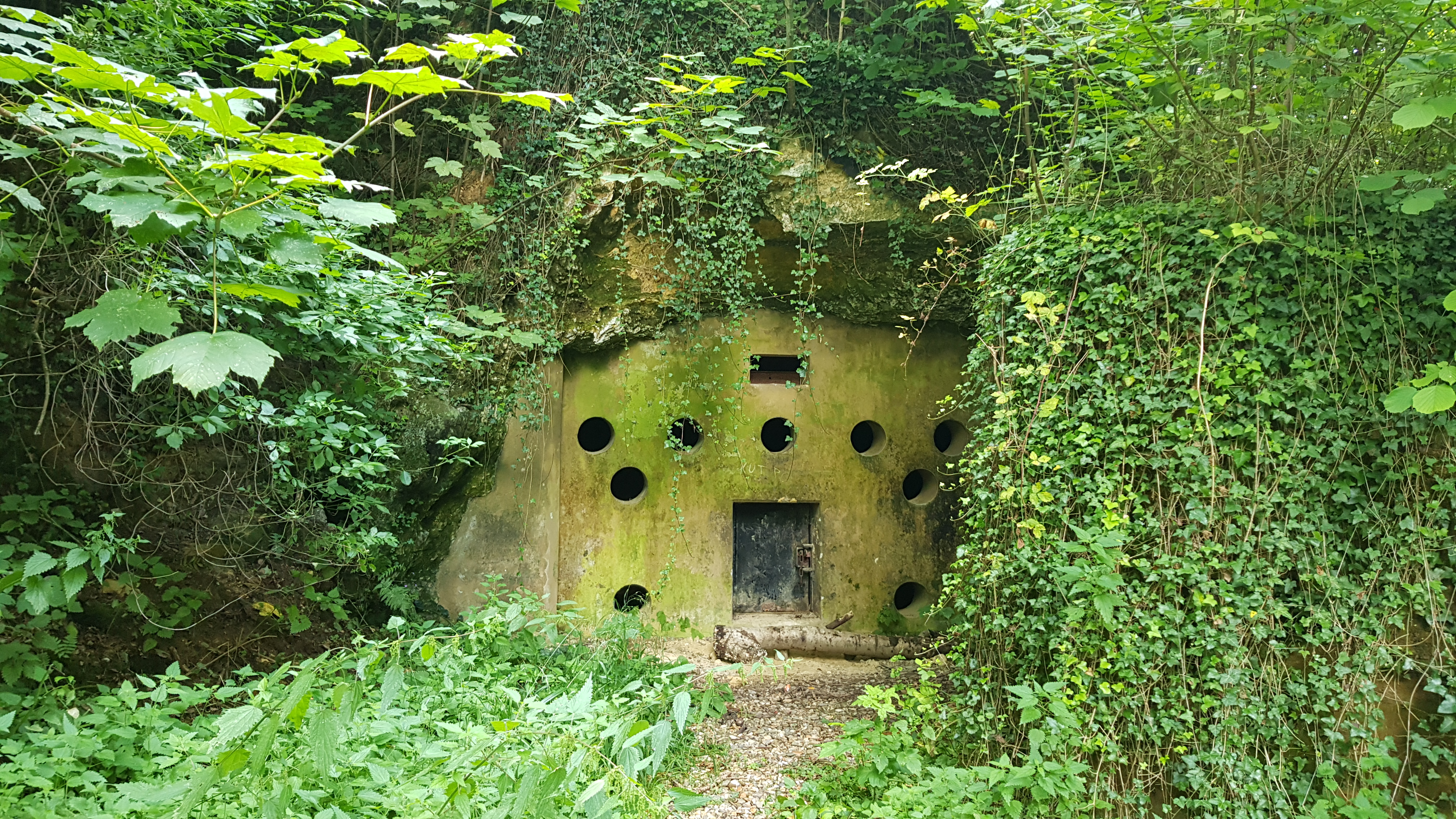
ingang Viltergroeve

De Viltergroeve, Berg van Willemke of Velterberg is een Limburgse mergelgroeve in de Nederlandse gemeente Valkenburg aan de Geul in Zuid-Limburg. De ondergrondse groeve ligt ten westen van Valkenburg in het hellingbos Bergse Heide op de noordelijke rand van het Plateau van Margraten in de overgang naar het Geuldal. Ter plaatse duikt het plateau een aantal meter steil naar beneden.
Op ongeveer 600 meter naar het oosten liggen de Carolusgroeve, Pompstation Heytgracht en de Groeve Einde Plenkertweg, op ongeveer 350 meter naar het zuidwesten ligt de Meertensgroeve en op ongeveer 530 meter naar het westen ligt de Wolfsdriesgroeve.

## Geschiedenis
Na 1800 werd de groeve ontgonnen door blokbrekers.
De groeve werd ook een bepaalde tijd als groevewoning gebruikt.
In de 20e eeuw werd de groeve gebruikt als champignonkwekerij.

## Groeve
De Viltergroeve is een middelgrote groeve met een hoofdgang van 120 meter lang. De groeve heeft een oppervlakte van 14955 m² (1,5 hectare) en een ganglengte van 2060 strekkende meter.
De ingang van de groeve is afgesloten, zodanig dat vleermuizen de groeve kunnen gebruiken als verblijfplaats.
De beheerder van de groeve is Het Limburgs Landschap. In 2017 werd de groeve op veiligheid onderzocht en goedgekeurd.